# Courcelles-sous-Thoix
Courcelles-sous-Thoix è un comune francese di 56 abitanti situato nel dipartimento della Somme nella regione dell'Alta Francia.

## Società

### Evoluzione demografica
Abitanti censiti